# Hannes Schmid (Schauspieler)
Hannes Schmid (* 4. November 1990 in Linz) ist ein deutsch-österreichischer Schauspieler.

## Leben
Hannes Schmid wuchs nach der Scheidung seiner Eltern und dem frühen Tod seiner Mutter bei einem Onkel und einer Tante in Österreich auf. Er besuchte die Berufsschule Linz 7 und ist gelernter Einzelhandels- und Bürokaufmann mit abgeschlossener Lehre.
Nach dem Besuch eines Sport- und naturwissenschaftlichen Gymnasiums, wo er das Abitur ablegte, besuchte er von 2010 bis 2011 die Filmschauspielschule Berlin für Theater und Film. Von 2017 bis 2019 absolvierte er sein Schauspielstudium an der Filmacademy Wien für Film und Theater (mit Paritätischer Diplomkontrollprüfung für Schauspiel). Außerdem nahm er Schauspielunterricht bei Lorris Andre Blazejewski.
Von 2017 bis 2019 war er Mitglied des Theaterensembles „Dinnerleichen“. Mit dem Stück Kreativ Morden, in dem er die Hauptrolle spielte, war er 2017/18 auf Österreich-Tournee in Wien und Niederösterreich. 2019 spielte er am „Theater-Center Forum“ in Wien die Titelrolle in einer Adaption von Arthur Schnitzlers Theaterstück Anatol. 2023 gastierte er mit den Theatergastspielen Fürth in der Komödie Geliebte Hexe von John van Druten an der Seite von Saša Kekez und Kathrin Ackermann am Stadttheater Fürth.
Erste Erfahrungen als Schauspieler vor der Kamera sammelte er vor und während seines Studiums in Kurzfilmen, Experimentalfilmen, Werbe- und Imagefilmen sowie Musikvideos. Es folgten Engagements als Kleindarsteller in Kino- und Fernsehproduktionen, unter der Regie von Til Schweiger und Christian Alvart.
In dem Bodensee-Krimi Schatten über dem Bodensee (2019) spielte er in der Hauptrolle den „immer unter Strom und zwischen zwei Frauen stehenden“ Privatdetektiv Max Marek. In dem mehrfach ausgezeichneten Bergbauerndrama Gipfel der Einsamkeit (2020) verkörperte er den abenteuerlustigen und rebellischen Bergbauernsohn Peter Schweiger, der in den 1950er-Jahren illegal Schmugglerware über Gebirgspässe zwischen Österreich und Italien bringt.
In der RTL-Serie Alles was zählt spielte er 2021 in über 20 Folgen eine Hauptrolle als kokainabhängiger und dealender Starkoch Kai Löwenau. Im Staffelfinale der Fernsehserie Der Bergdoktor (2024) war er in einer Episodenhauptrolle als Tätowierer Fabian Marx, der sich in die Frau seines besten Freundes verliebt und ein großes Geheimnis verbirgt, zu sehen.
Schmid ist intensiv als Sportler aktiv. Er ist begeisterter Skifahrer, Snowboarder und Wakeboarder. Zu seinen weiteren sportlichen Hobbys zählen Surfen, Bergsteigen, Klettern, Boxen sowie Kraft- und Kampfsport. 2014 absolvierte Schmid eine Ausbildung zum Fallschirmspringer. Als ausgebildeter Rettungssanitäter engagierte er sich viele Jahre ehrenamtlich beim Roten Kreuz.
Hannes Schmid lebt in Berlin.

## Filmografie (Auswahl)
- 2018: Klassentreffen 1.0 (Kinofilm)
- 2018: Gloria, die schönste Kuh meiner Schwester (Fernsehfilm)
- 2018: Das Wunder von Wörgl (Fernsehfilm)
- 2018: Dogs of Berlin: Mannschaft (Fernsehserie, eine Folge)
- 2019: Schatten über dem Bodensee (Kinofilm)
- 2020: Schatten im Paradies (Fernsehserie, zwei Folgen)
- 2020: Gipfel der Einsamkeit (Kurzspielfilm)
- 2021: Alles was zählt (Fernsehserie, 21 Folgen)
- 2024: Der Bergdoktor: Über den Schatten (Fernsehserie, eine Folge)
- seit 2024: Die Spreewaldklinik (Fernsehserie)